# Dekanat Tirschenreuth
Das Dekanat Tirschenreuth war eins der (bis 2022) 33 Dekanate des Bistums Regensburg. Zum 1. März 2022 wurde es mit dem Nachbardekanat Kemnath-Wunsiedel zusammengelegt. Es ist deckungsgleich mit der Region VIII – Tirschenreuth-Wunsiedel des Bistums.
Zum Dekanat Tirschenreuth gehörten die folgenden Seelsorgeeinheiten (Stand: 2013):
- Bad Neualbenreuth mit Ottengrün und Wernersreuth
- Bärnau mit Hohenthan
- Beidl mit Stein
- Erbendorf mit Wildenreuth
- Friedenfels mit Fuchsmühl
- Konnersreuth mit Münchenreuth
- Krummennaab mit Premenreuth, Reuth b.Erbendorf und Thumsenreuth
- Mähring mit Griesbach, Großkonreuth und Wondreb
- Mitterteich mit Leonberg und Steinmühle
- Pechbrunn
- Plößberg mit Schönkirch
- Schwarzenbach
- Tirschenreuth
- Waldsassen
- Wiesau mit Falkenberg